# Aa-Bad

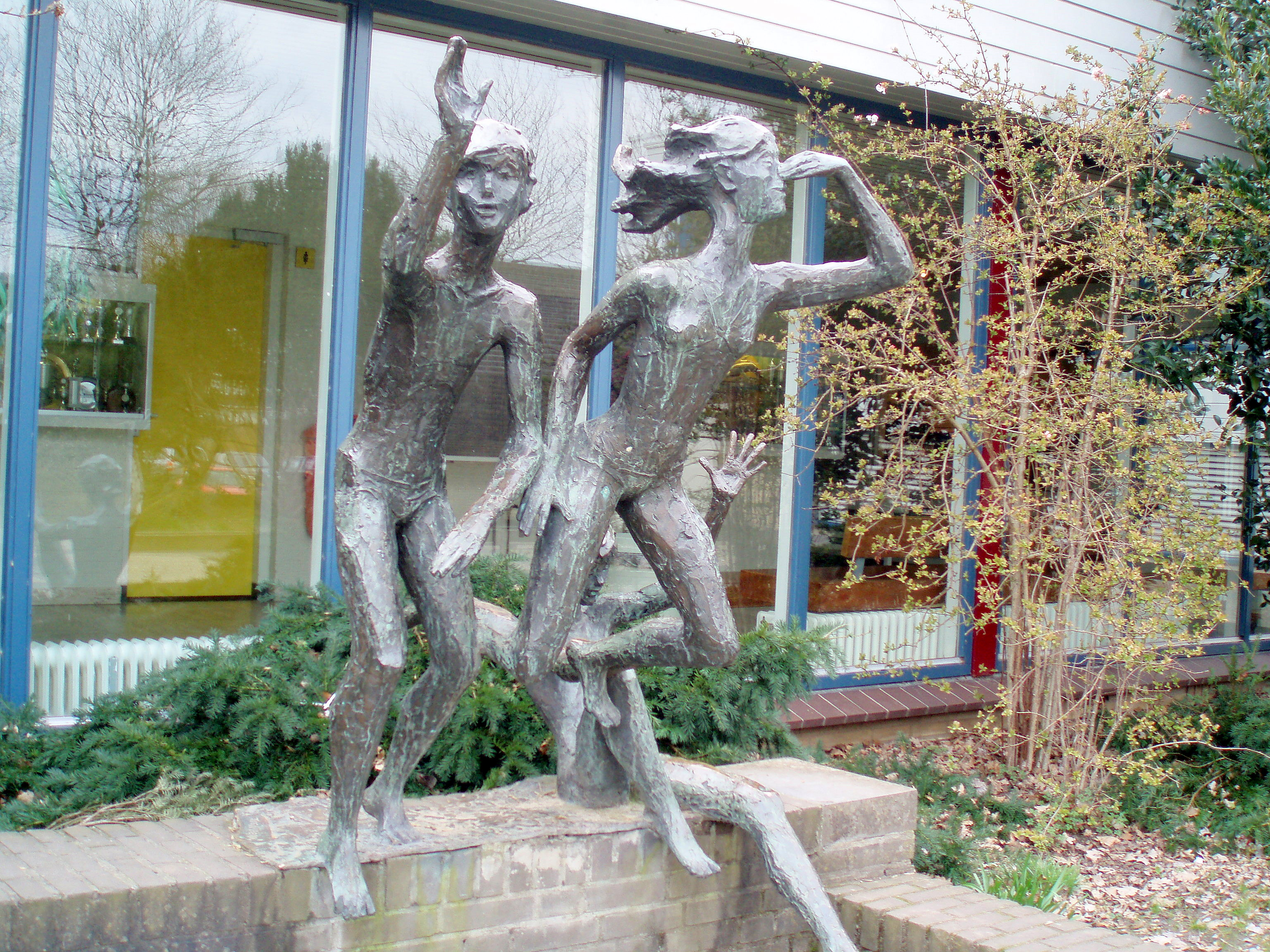
Kunstwerk van Titus Leeser bij de ingang van het bad.

Het Aa-Bad was een zwembad in de Zwolse wijk Aa-landen dat in gebruik was tussen 1974 en 2013.

## Functie
Het zwembad had een instructie- en een wedstrijdbad. Hier waren ook een duikplank en een reuzenglijbaan te vinden. Ook was er een zonnebank aanwezig.
De waterpolovereniging Swol 1894 speelde hier haar thuiswedstrijden. Hiervoor waren er een tribune en een bar aanwezig. Daarnaast vervulde het bad een belangrijke functie bij het schoolzwemmen. Naast de waterpolovereniging had naturistenzwemvereniging Niks um 't Lief hier haar thuisbasis.

## Geschiedenis en toekomst
Het bad werd in 1974 gebouwd door Van den Belt Bouw & Ontwikkeling. In 2000 werd duidelijk dat het bad vanwege technische en economische redenen voor vervanging in aanmerking zou komen. Het zwembad werd geëxploiteerd door de Stichting Exploitatie Zwembaden Zwolle. Op 18 oktober 2012 werd het zwembad gesloten en daarna gesloopt.

## Kunstwerken
Bij het bad hoorden twee kunstwerken. Bij de ingang stond een beeld dat drie zwemmende kinderen liet zien van de kunstenaar Titus Leeser. Er was geen bordje aangebracht waarop de titel en de kunstenaar waren af te lezen. Het beeld van Leeser werd tussen Kerst en Oudjaarsdag van 2007 voor het overgrote deel gestolen. De bronzen zwemmertjes werden van hun sokkel afgezaagd en meegenomen.

In het gebouw zelf was een steen ingemetseld waarop gestileerde vissen waren te zien.